# 西牟田靖
西牟田 靖（にしむた やすし、1970年3月5日 - ）は、日本のライター、ノンフィクション作家。

## 来歴・人物
大阪府東大阪市生まれ。中学までは大阪府門真市に住み、校内暴力が吹き荒れる中で育つ。高校受験の際は地元集中式の進路指導を受ける。高校はラグビー強豪校の大阪工業大学高等学校。
神戸学院大学在学中に海外貧乏旅行にはまる。ヨーロッパ、中国、ロシア、インドなどへ長期旅行を繰り返す。IT企業に勤務したり、ピースボートで地球一周したりした後、1995年、ライターとしての活動を開始する。駆け出しの頃は、貧乏旅行ライター／サブカル突撃ライターとして「格安航空券ガイド」や「GON!」などに記事を発表していた。
2005年に『僕の見た「大日本帝国」』を出版してからは主にノンフィクション作品を手がけるようになる。同年、同作品で第4回新潮ドキュメント賞候補。
梅村みずほを支持しており、ワニマガジン社以来の付き合いがある久田将義によれば、「以後あなたと仕事はしない」とツイッターのダイレクトメールを受け取ったという。

## 年表
- 1970年、大阪府東大阪市生まれ。
- 1985年、大阪工業大学高等学校（現・常翔学園高等学校）に入学。
- 1988年、神戸学院大学法学部に入学。91－93年の間に海外貧乏旅行にはまる。
- 1993年に神戸学院大学法学部卒業後、IT企業に勤務したり、ピースボートで地球一周したりした後、1995年、ライターとしての活動を開始する。駆け出しの頃は、貧乏旅行ライター／サブカル突撃ライターとして「格安航空券ガイド」や「GON!」などに記事を発表していた。
- 1997年、『深夜特急』（沢木耕太郎）のルートを辿る旅をして、『僕たちの深夜特急』（スパイク）としてまとめる。（アフガニスタンはスキップし、パキスタンへ迂回する）。
- 1998年、タリバーン政権下のアフガニスタンを訪れ、行方不明中の日本人を捜索。その途中にタリバーン当局に一時拘束される[1][2]。
- 2000年から2003年にかけて、日本全国＋αを原付のスーパーカブで放浪する。その旅の途中、離島約100島に上陸したり、「国境」を超え近隣国へ寄り道したりしている[3]。
- 2002年、国内外の旅で巻き込まれたトラブルを『世界殴られ紀行』（ワニマガジン社）にまとめる。
- 2005年に『僕の見た「大日本帝国」教わらなかった歴史と出会う旅』を出版してからは主にノンフィクション作品を手がけるようになる。同年、同作品で第4回新潮ドキュメント賞候補。
- 2008年、北方領土、竹島、尖閣諸島、対馬、沖ノ鳥島、与那国島といった日本の国境の島々をひとつひとつ訪れてその現状をルポルタージュした『誰も国境を知らない―揺れ動いた「日本のかたち」をたどる旅』を著す[4]。
- 2010年、日本国内にある人工的な穴や廃墟を1ヵ月に一回のペースでまわり、『ニッポンの穴紀行』として発表。
- 2011年、3.11の被災地の取材を繰り返す。領土問題の原因を掘り下げて執筆した『ニッポンの国境』を出版。
- 2012年、蔵書でアパートの床が埋まってしまったことから、蔵書を巡る取材を続け、マガジン航に『本で床は抜けるのか』を連載（～2014年）。
- 2013年、7年かけて取材した旧植民地からの引き揚げというテーマを『〈日本國〉から来た日本人』として出版。
- 2014年、伊勢女性編集者行方不明事件を解明すべく取材した結果をtabloに連載する（～2015年）。
- 2017年にシングルマザーへのインタビュー『ルポ「別れた夫にわが子を会わせる？」』をサイゾーウーマンに連載（～2018年）。
- 2018年、食と極限をテーマにしたインタビュー『極限メシ』をメシ通に連載。

## 著作

### 単著
- 『僕たちの「深夜特急」―香港→デリー→ロンドン120日間バスの旅』スパイク（1997年）
- 『世界殴られ紀行―トラブルだらけのコテンパン旅日記!』ワニマガジン社（2001年）
- 『僕の見た「大日本帝国」―教わらなかった歴史をたどる旅』情報センター出版局（2005年）のち角川ソフィア文庫
- 『写真で読む 僕の見た「大日本帝国」』情報センター出版局（2006年）
- 『裏の沖縄 表の沖縄』シーコーストパブリッシング（ペンネーム 夏石弓車）（2006年）
- 『誰も国境を知らない―揺れ動いた「日本のかたち」をたどる旅』情報センター出版局（2008年）のち朝日文庫
- 『ニッポンの穴紀行 近代史を彩る光と影』光文社（2010年）
- 『ニッポンの国境』光文社新書（2011年）
- 『〈日本國〉から来た日本人』春秋社 (2013年)
- 『本で床は抜けるのか』本の雜誌社 (2015年)のち中公文庫
- 『わが子に会えない』PHPエディターズ・グループ（2017年）
- 『極限メシ―あの人が生き抜くために食べたもの』ポプラ新書（2019年）

### 共著
- 『好きになっちゃった インド―悠久の聖地 ナンジャモンジャ知ったかぶり (アジア楽園マニュアル)』 下川裕治+ゼネラルプレス(著) 双葉社（1997年）
- 『ベトナム縦断鉄道 途中下車の旅 (アジアルートガイド)』 下川裕治＋ぷれすアルファ(編集) 双葉社（1999年）
- 『アジア辺境紀行』 下川裕治 (編集) 徳間文庫（1999年）
- 『好きになっちゃった屋久島・奄美の島々』 ニッポン離島探検隊(編集)双葉社（2002年）